# Sonja Lumme

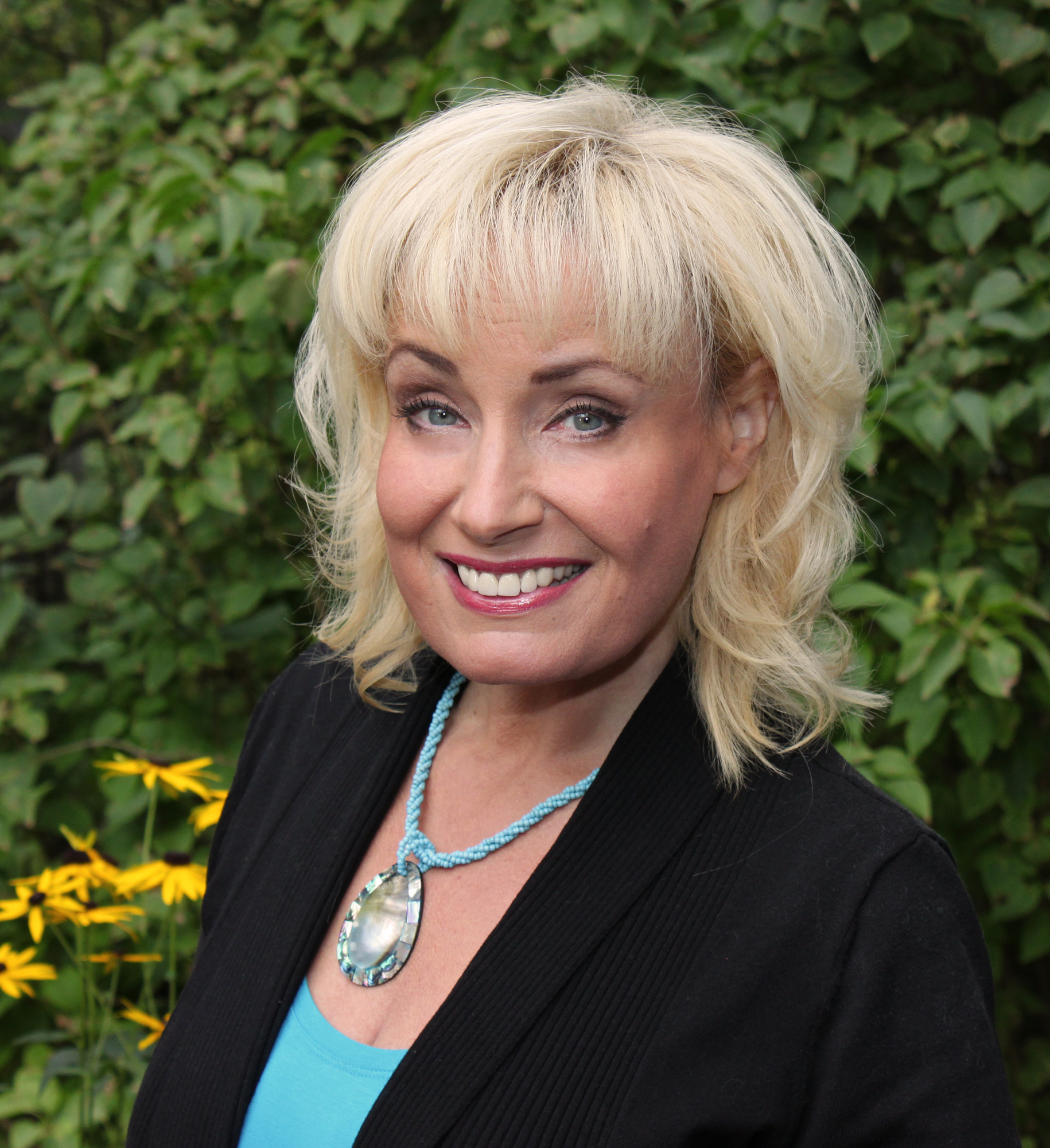
Sonja Lumme (2012)

Sonja Lumme (* 6. Oktober 1961 in Kristinestad) ist eine finnische Schlagersängerin.

## Hintergrund
Als Gewinnerin der Vorauswahl 1985 nahm sie am Eurovision Song Contest 1985 in Göteborg teil und erreichte mit dem Schlager Eläköön elämä (dt.: Lang lebe das Leben) den neunten Platz. Bei weiteren Teilnahmen an der finnischen Vorauswahl in den Jahren 1984, 1986, 1988, 1989 und 1992 konnte sie hingegen keinen Sieg erringen.

## Diskografie
Alben
- Anna olla vapaa (JP-Musiikki, 1983)
- Päivä ja yö (JP-Musiikki, 1984)
- Easy Life (JP-Musiikki, 1985)
- Sonja (Finnlevy, 1990)
- Sonja ja Timo (Inmusic, 1998)
- Kissanainen (Inmusic, 2003)
- Meri ja tuuli (Inmusic, 2007)